# Невельское (Хабаровский край)
Невельско́е — село в районе имени Лазо Хабаровского края. Входит в состав Черняевского сельского поселения.

## География
Село находится на правом берегу реки Уссури, на российско-китайской границе, в пограничной зоне (въезд по пропускам), на расстоянии примерно 45 км (по автодороге через сёла Черняево, Киинск, Могилёвку и Гродеково) от рабочего посёлка Переяславка, административного центра района.
Автомобильная дорога к селу Невельское идёт на северо-запад от села Черняево.

## История
Село основано в 1858 году как казачий посёлок Невельского. Названо в честь адмирала Геннадия Ивановича Невельского (1813—1876), исследователя Дальнего Востока.

## Население
| 1992 | 2002 | 2010 | 2011 | 2012 | 2021 |
| ---- | ---- | ---- | ---- | ---- | ---- |
| 152  | ↘90  | ↘79  | →79  | ↘77  | ↘67  |

## Улицы
В селе имеется одна улица — Центральная.

## Экономика
Жители занимаются сельским хозяйством.